# له‌شدگی (فیلم ۱۹۹۳)
له‌شدگی (به انگلیسی: The Crush) فیلمی محصول سال ۱۹۹۳ و به کارگردانی آلن شاپیرو است. در این فیلم بازیگرانی همچون کری الویس، آلیسیا سیلورستون، جنیفر رابین، کرتوود اسمیت و آمبر بنسون ایفای نقش کرده‌اند.